# Falling Down (Duran Duran)
Falling Down è un singolo del gruppo musicale britannico Duran Duran, pubblicato il 12 novembre 2007 dall'etichetta discografica Epic.

## Il singolo
La canzone è stata scritta Simon Le Bon e Justin Timberlake e prodotta da quest'ultimo ed è stato l'unico singolo estratto dall'album Red Carpet Massacre.
Il videoclip, diretto da Anthony Mandler, è stato interpretato dalla modella americana Allie Crandell.

## Tracce
CD-Maxi (Epic 88697 19130 2 (Sony BMG) / EAN 0886971913026)
1. Falling Down (Album Version) - 5:42
2. (Reach Up for The) Sunrise (Live) - 3:26

## Classifiche
| Classifica (2007) | Posizione raggiunta |
| ----------------- | ------------------- |
| Italia            | 2                   |
| Regno Unito       | 52                  |
| Svizzera          | 60                  |
| Germania          | 79                  |

| Posizione | 2 | 6 | 6 | 9 | 12 | 14 | 22 | 14 | - | - |